# 奥池町
奥池町（おくいけちょう）は、兵庫県芦屋市の町名。郵便番号659-0003。

## 世帯数と人口
2022年（令和4年）8月1日現在の世帯数と人口は以下の通りである。
| 町丁   | 世帯数  | 人口  |
| ------ | ------- | ----- |
| 奥池町 | 248世帯 | 535人 |

## 小・中学校の学区
市立小・中学校に通う場合、学区は以下の通りとなる。
| 番地 | 小学校             | 中学校             |
| ---- | ------------------ | ------------------ |
| 全域 | 芦屋市立山手小学校 | 芦屋市立山手中学校 |

## 交通

### 鉄道
町内に鉄道駅はない。

### 道路
- 芦有ドライブウェイ

## 施設
- エンバ中国近代美術館